# Apostolepis lineata
Apostolepis lineata — вид змій родини полозових (Colubridae). Ендемік Бразилії.

## Поширення і екологія
Apostolepis lineata відомі за двома зразками, зібраними в районі Чапада-дус-Гімарайнс в штаті Мату-Гросу.